# Fred Fish
Fred Fish (* 4. November 1952; † 20. April 2007 in Idaho, USA) war ein US-amerikanischer Softwareentwickler. Bekannt wurde er für seine Arbeit am GNU Debugger (GDB) und vor allem mit seiner Sammlung von Public-Domain-Software für den Commodore Amiga, der AMIGA Freely Redistributable Software Library (kurz AmigaLibDisks), besser bekannt als Fish Disks.

## Leben

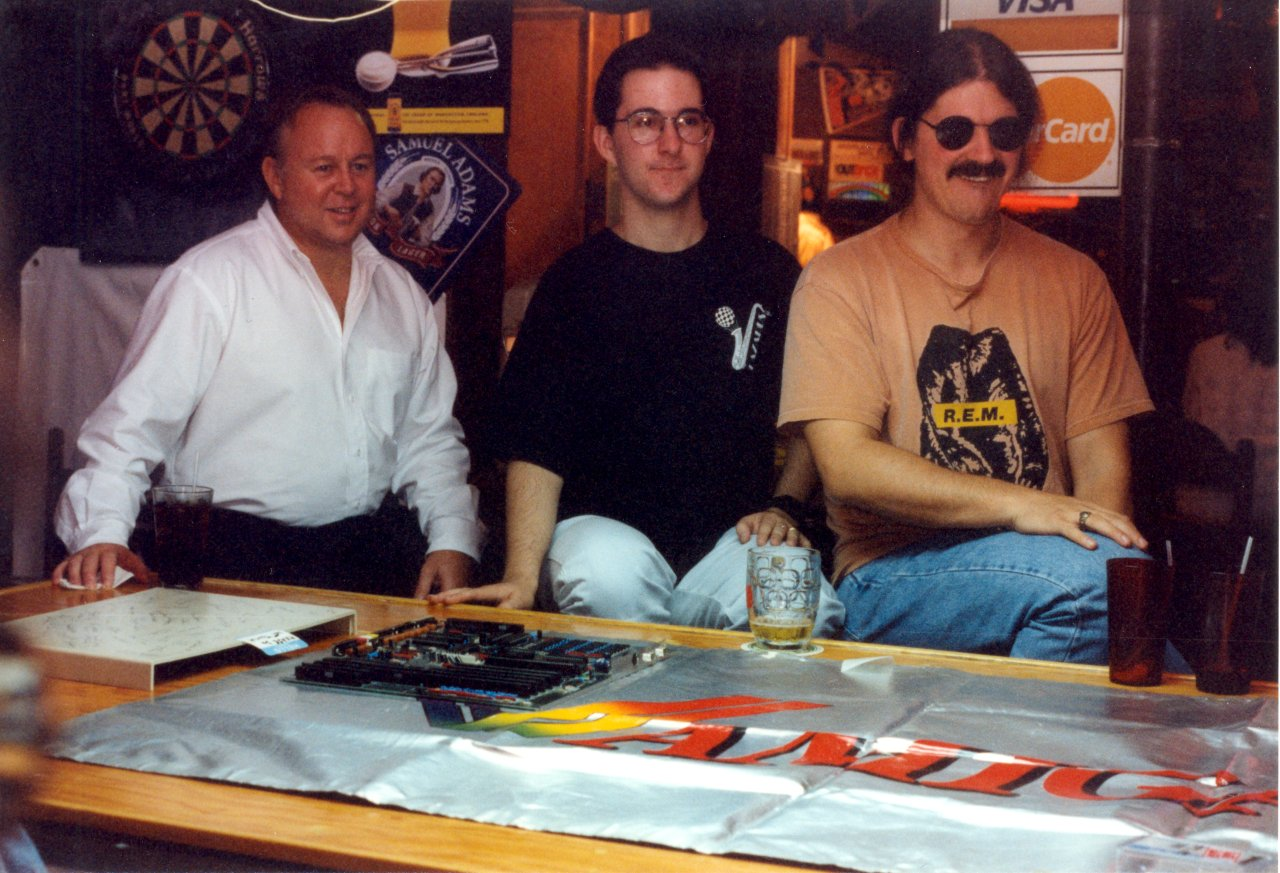
Fish (links) mit Jason Compton und Dave Haynie, ca. 1995

Mitte der 1980er Jahre hatte Fred Fish damit begonnen, frei verfügbare Software (Freeware bzw. Shareware) für den Amiga zu sammeln und auf Disketten, den Fish Disks, zusammenzustellen. Diese wurden vor allem von Amiga-Zeitschriften, aber auch von Versandhändlern und Tauschbörsen weltweit vertrieben. Da Rechnernetze zu dieser Zeit noch nicht weit verbreitet waren, leistete Fred Fish mit seinen Fish Disks einen wesentlichen Beitrag zur Verbreitung von Software für den Amiga. Neben Fred Fish gab es etliche weitere Anbieter von Amiga-Freeware, die ihre Sammlungen jedoch größtenteils aus den Fish Disks zusammenstellten.
Die Fish Disks umfasst 1120 Ausgaben. Sie enthalten sowohl Anwenderprogramme als auch Spiele. Später veröffentlichte Fred Fish unter dem Firmennamen Cronus auch Software auf CD. Am 19. Januar 1998 gab er das Ende der Vertriebsaktivitäten auf dem Amiga-Sektor bekannt.
Fred Fish arbeitete bei Cygnus Solutions, bevor er 1998 zu Be Inc. wechselte. In den letzten Jahren seines Lebens erfüllte er sich den Traum, die Ozeane zu befahren.
Fred Fish starb 2007 in seinem Haus in Idaho.